# Замок Лаукен
Замок Лаукен (нем. Lauken) — замок в посёлке Саранское Калининградской области. Другие названия замка: Лаукишкен (нем. Laukischken), Биберштайн (нем. Bieberstein), Фридрихсбург (нем. Friedrichsburg).

## История
Около 1260 года на месте замка были построены вальные укрепления тевтонского ордена. С 1270 года крепость Лаукен являлась плацдармом на берегу Лабы (ныне — река Дейма) для орденского натиска на Надровию.

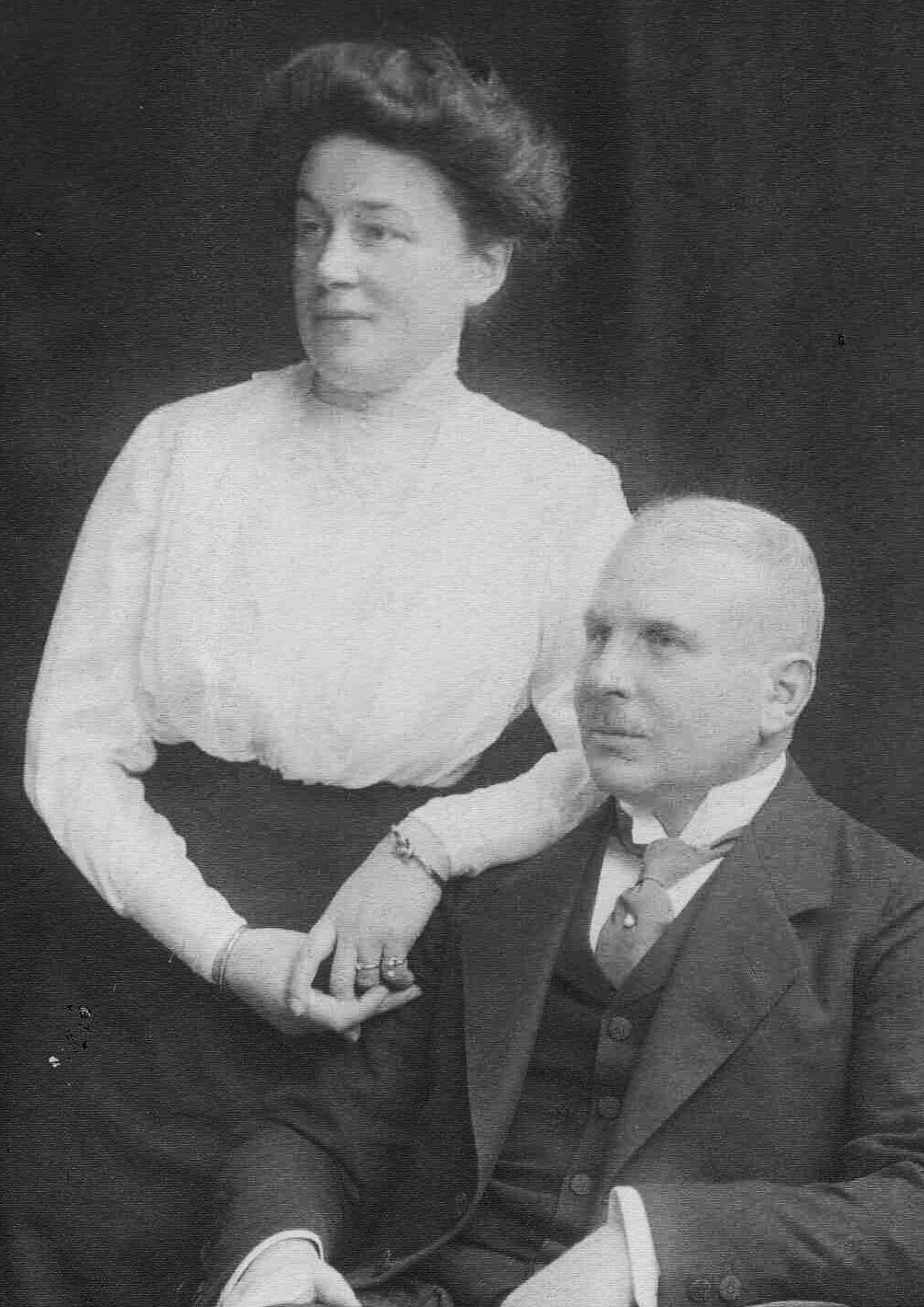
Людвиг Рогалла фон Биберштайн с супругой

В 1327 году замок был отстроен в камне. С 1390 года в нём располагался каммерамт (Прим. нем. Kammeramt — административный орган управления ордена).
Замок упоминается в 1466 году в документах II Торуньского мира и Краковском договоре 1525 года. После церковной реформы 1525 года, во времена герцога Альбрехта, замок был перестроен в охотничий дом.
В 1581—1584 годах по указанию герцога Георга Фридриха замок был перестроен архитектором Блазиусом Бервартом. Архитектор полностью перестроил здание, превратив его в дворец. Дом получил название «Фридрихсбург». Вскоре после перестройки герцог дал в замке аудиенцию шведскому послу.
В последующие годы замок стал рыцарским имением и многократно перестраивался.
В конце XIX века Лаукен стал собственностью семьи фон Биберштайн. Последним владельцем замка был Людвиг Мейлендер Рогалла фон Биберштайн, заключённый в тюрьму как противник нацистского режима и найденный в камере повешенным в 1940 году.

## Современное состояние
После окончания Второй мировой войны замок находился в хорошем состоянии. В послевоенные годы здание начало использоваться как школа. С северной стороны было пристроено еще одно здание. В таком виде здание сохранилось до начала XXI века. Сохранились подвалы орденских времен.
Постановлением Правительства Калининградской области от 23 марта 2007 года № 132 здание получило статус объекта культурного наследия местного (муниципального) значения.